# Journée nationale d'hommage aux soignants et aux victimes de la Covid-19

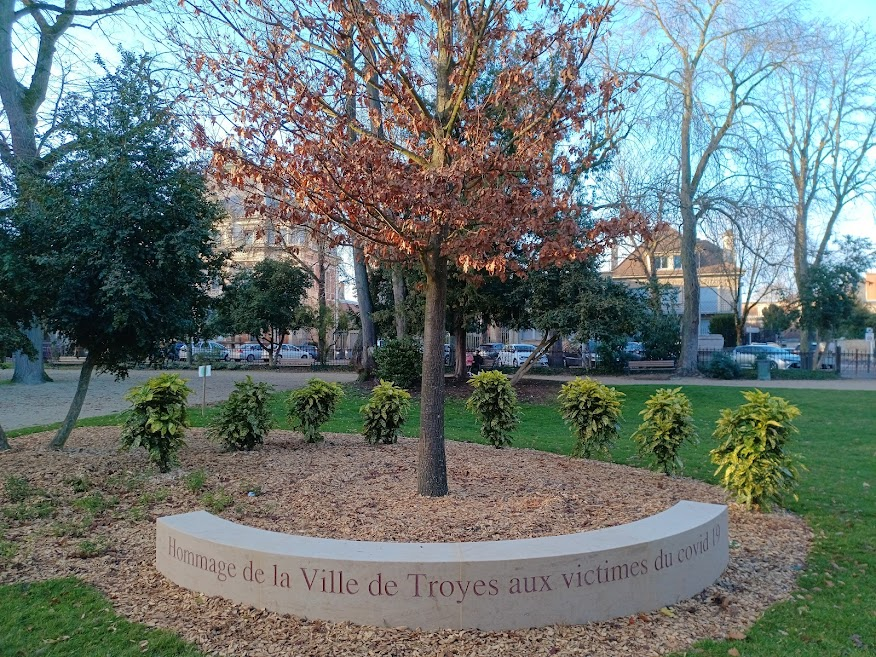
Stèle rendant hommage aux victimes de la pandémie, inaugurée le 17 décembre 2021, à Troyes,.

La Journée nationale d'hommage aux soignants et aux victimes de la Covid-19 est une proposition de journée nationale, en France, portée depuis 2021 par plusieurs initiatives politiques et associatives visant à reconnaître officiellement le dévouement des professionnels de santé et à honorer la mémoire des personnes décédées durant la pandémie de Covid-19, tous les 17 mars.

## Histoire
La proposition d'une journée nationale d'hommage aux victimes de la maladie à coronavirus 2019 (Covid-19) est notamment initiée en mars 2021 par Lionel Petitpas, président de l'association Victimes du Covid-19, qui sollicite le président de la République, Emmanuel Macron, à plusieurs reprises. Le cabinet présidentiel lui répond favorablement le 4 mars 2021, indiquant que des réflexions sont en cours à l’Élysée concernant l'instauration d'une telle journée, potentiellement fixée au 17 mars, date du début du premier confinement.
Parallèlement, le 17 mars 2021, la Fédération hospitalière de France (FHF), soutenue par l'Institut Covid-19 Ad Memoriam, lance publiquement un appel à instaurer une journée nationale d'hommage aux soignants, en proposant la date symbolique du 17 mars, anniversaire du premier confinement. Cette initiative est présentée à Emmanuel Macron par Frédéric Valletoux, alors président de la FHF, comme il le précise au Parisien :

« Pour valoriser l'engagement de nos soignants, qui ne s'est pas démenti depuis un an et est parti pour durer. Il y a ensuite une dimension politique : nous voulons que chaque année, à cette date, se tienne un débat sur l'état du système de santé, une question qui sera au coeur de la campagne présidentielle »

— Frédéric Valletoux
Une proposition de loi visant à établir une journée nationale d'hommage aux victimes est dépôsée le mardi 4 mai 2021 par Matthieu Orphelin lors de la XVe législature,.
Une nouvelle proposition de loi est déposée le 4 avril 2023 par Frédéric Valletoux, élu député entre temps à la XVIe législature. En 2025, l'idée fait l'objet de nouvelles propositions lors de la XVIIe législature, l'une déposée par Delphine Batho le 11 mars, « visant à établir une journée nationale d’hommage aux victimes du covid-19 et à partager la mémoire de la pandémie pour renforcer la résilience nationale », ; une autre déposée par Frédéric Valletoux le 14 mars « instituant une journée nationale d’hommage aux soignants et aux victimes du Covid-19 ».

## Équivalents étrangers
- Argentine : Journée de deuil national pour les victimes de la pandémie, le 20 mars[10]
- Chili : Journée nationale de commémoration des personnes décédées des suites de la pandémie de Covid-19, le 21 mars[11]
- Italie : Journée nationale pour les victimes de la Covid-19, le 18 mars
- Québec : Journée de commémoration nationale en mémoire des victimes de la Covid-19, le 11 mars[12]